# Paradise, Nevada
Paradise, Nevada este un oraș neîncorporat și un loc desemnat de recensământ (CDP) în comitatul Clark, Nevada, Statele Unite, adiacent orașului Las Vegas. Populația era de 231.858 din 2017, ceea ce o face cel mai populat CDP din Statele Unite. Fiind un oraș neîncorporat, acesta este guvernat de Comisia Comitatului Clark, cu contribuții de la Consiliul consultativ Paradise Town. Paradise a fost format la 8 decembrie 1950.
Paradise conține Aeroportul Internațional McCarran; Universitatea din Nevada, Las Vegas (UNLV); și cea mai mare parte din Las Vegas Strip. Paradise conține cele mai multe atracții turistice din zona Las Vegas, cu excepția centrului. În ciuda acestui fapt, numele Paradise rămâne relativ necunoscut, deoarece tuturor codurilor ZIP care servesc Paradise li se atribuie numele de loc implicit „Las Vegas”.

## Legături externe
- Paradise Town Advisory Board Homepage Arhivat în 20 iulie 2017, la Wayback Machine.